# 234 Barbara

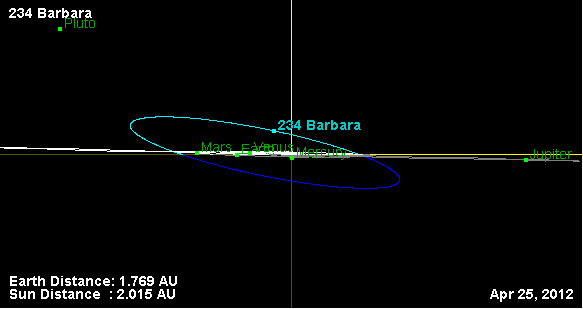
Orbita di 234 Barbara (in blu-azzurro)

234 Barbara è un asteroide della fascia principale del diametro medio di circa 43,75 km. Scoperto nel 1883, presenta un'orbita caratterizzata da un semiasse maggiore pari a 2,3855684 UA e da un'eccentricità di 0,2443988, inclinata di 15,35399° rispetto all'eclittica.
Il suo nome è probabilmente dedicato a Santa Barbara.